# Route départementale 948 (Essonne)
Pour les articles homonymes, voir Route départementale 948.
La route départementale 948 est une route départementale située dans le département français de l'Essonne et dont l'importance est aujourd'hui restreinte à la circulation routière locale. Elle constitue le trajet essonnien sud de l'ancienne route nationale 448 déclassée en 1972 qui reliait la Seine à la Loire par Villeneuve-Saint-Georges, Corbeil-Essonnes, Milly-la-Forêt et Malesherbes.

## Histoire
L'ancienne route nationale 448 fut déclassée en 1972 et devint la route départementale 948 dans l'Essonne et dans le Loiret et la route départementale 410 en Seine-et-Marne.

## Itinéraire
L'ancienne route nationale 448 reliait autrefois Villeneuve-Saint-Georges à Malesherbes. Déclassée et devenue au sud la route départementale 948, elle relie Le Coudray-Montceaux à Oncy-sur-École, commune limitrophe du département de Seine-et-Marne.
- Le Coudray-Montceaux : la RD 948 entame son parcours à l'intersection avec la route nationale 7 et prend l'appellation de Rue de Milly jusqu'au carrefour giratoire de l'échangeur autoroutier où elle devient la Route de Milly et passe par un pont au-dessus de l'autoroute A6.
- Auvernaux : elle entre par le nord et prend l'appellation de Rue de Fitte ; elle est coupée en centre-ville par la route départementale 74 mais garde la même dénomination, puis elle est rejointe par la route départementale 141 peu avant de quitter la commune.
- Nainville-les-Roches : elle entre par le nord sans dénomination et passe à l'écart du bourg pour être rejointe par la route départementale 75 avant de matérialiser la frontière avec Champcueil.
- Soisy-sur-École : elle entre par le nord sans dénomination, passe à l'écart du bourg et est coupée par la route départementale 83.
- Dannemois : elle entre au nord sans dénomination et est immédiatement rejointe par la route départementale 141 puis, à proximité du centre-bourg, elle est coupée par la route départementale 90.
- Moigny-sur-École : elle entre au nord sous l'appellation de Grande Rue, traverse le centre-ville puis quitte le territoire après avoir traversé l'École.
- Courances : elle fait un bref passage au sud de la commune où elle entre dans la forêt de Fontainebleau.
- Milly-la-Forêt : elle entre par le nord sans dénomination avant d'être rejointe par la route départementale 372 à proximité de l'usine Darégal ; elle coupe ensuite la route départementale 837, appelée rocade Nord, puis prend l'appellation Avenue de Ganay, traverse le centre-ville par la Place du Marché puis devient la Rue Jean Cocteau et se scinde en deux voies à sens unique, la Rue Saint-Wulfran dans un sens, la Rue Saint-Jacques et la Rue du Général de Gaulle dans l'autre. Elle poursuit son parcours avec cette dernière appellation jusqu'à sa sortie du territoire.
- Oncy-sur-École : elle devient la Grande Rue pour traverser toute la commune jusqu'à la « frontière » où elle passe en Seine-et-Marne à Noisy-sur-École sous la numérotation RD 410 à l'intersection avec la route départementale 63e.

## Pour approfondir